# Arnayon
Arnayon település Franciaországban, Drôme megyében. Lakosainak száma 23 fő (2022. január 1.). Arnayon Gumiane, Chalancon, Chaudebonne, Cornillon-sur-l’Oule, La Motte-Chalancon és Villeperdrix községekkel határos.

## Népesség
A település népességének változása:
| Lakosok száma | 53   | 28   | 38   | 33   | 26   | 27   | 24   | 21   | 20   | 23   |
|               | 1968 | 1982 | 1990 | 2006 | 2013 | 2015 | 2017 | 2019 | 2020 | 2022 |